# KGB 아카이버
KGB 아카이버(KGB Archiver)는 PAQ6 압축 알고리즘 기반 데이터 압축 유틸리티 및 압축 소프트웨어이다.
토마스 폴락(Tomasz Pawlak)이 비주얼 C++로 작성한 KGB 아카이버는 매우 높은 압축률을 달성하도록 설계되었다. 압축률이 매우 낮은 것부터 최대까지 10단계의 압축 수준이 있다. 그러나 압축 수준이 높을수록 파일을 압축하는 데 필요한 시간이 크게 늘어난다. 결과적으로 프로그램은 메모리와 CPU를 집중적으로 사용한다.
KGB 아카이버는 자유-오픈 소스이며 GNU GPL의 조건에 따라 배포된다. 버전 2 베타 2는 마이크로소프트 윈도우에서 사용할 수 있으며 KGB 아카이버 1.0의 명령줄 버전은 유닉스 계열 운영 체제에서 사용할 수 있다.

## 같이 보기
- 압축 소프트웨어의 비교
- RAR (파일 포맷)